# Campylaspis nuda
Campylaspis nuda är en kräftdjursart som beskrevs av Jones 1974. Campylaspis nuda ingår i släktet Campylaspis och familjen Nannastacidae. Inga underarter finns listade i Catalogue of Life.